# Pseudorus distendens
Pseudorus distendens là một loài ruồi trong họ Asilidae. Pseudorus distendens được Wiedemann miêu tả năm 1828.